# Oides cyanella
Oides cyanella es una especie de insecto coleóptero de la familia Chrysomelidae.

## Distribución geográfica
Habita en Ternate (Indonesia).